# Shahrestān di Robatkarim
Lo shahrestān di Robatkarim (in persiano: رباط‌کریم) è uno dei 15 shahrestān della provincia di Teheran. Il capoluogo è Robat Karim. Lo shahrestān è suddiviso in una circoscrizione (bakhsh): 
- Centrale (بخش مرکزی), con le città di Robat Karim e Nasirabad.